# 大石余平
大石 余平（おおいし よへい、1854年 - 1891年10月28日）は、和歌山県新宮の長老教会の長老である。大石誠之助の兄、西村伊作の父。

## 来歴
紀伊国新宮船町の商人大石増平と妻かよの間に生まれ、儒学を幼少より修める。大石家はもとは代々医師や教師を多く出した家系だった。
ミッションスクールに通う妹が持ち帰った聖書からキリスト教に興味を持ち、1883年の夏カンバーランド長老教会のJ・B・ヘールと共に働いていた山本周作が新宮に来たときに、自宅に招いて話を聞いたことをきっかけにキリスト教へ入信。同年11月にヘールから洗礼を受ける。以降、ヘールの協力者として伝道活動を支援した。
1884年には友人の山内量平（植村正久の妻季野の兄）に伝道して5月14日に、山内はヘールから洗礼を受けた。そして、仲之町の土地を提供し、6月10日に新宮初のキリスト教会堂を建設する。そして、大石は長老に、弟の酉久が執事に就任し、近隣の村を回って布教活動を始める。1887年には桑原町に教会堂を建設する。1888年には紀伊友愛会の結成に関わる。
その後、名古屋で鉱業の仕事をしながら伝道していた。1891年10月28日の朝、美普教会で連合祈祷会に出席中濃尾地震に被災し、夫婦で屋外に飛び出した所を、倒れてきた煉瓦製の煙突の下敷きになり妻とともに死去した。

## 家族
弟に幸徳事件で処刑された大石誠之助。妻のふゆは奈良県下北山村の山林王・西村家の娘。子に文化学院創立者・西村伊作。孫に教育者・石田アヤ。曾孫に建築家・坂倉竹之助。玄孫にヒップホップMC・SPHERE。